# Freixo de Baixo
Freixo de Baixo é uma povoação portuguesa do Município de Amarante que foi sede da extinta Freguesia de Freixo de Baixo, freguesia que tinha 5,86 km² de área e 1 434 habitantes (2011), e, por isso, uma densidade populacional de 244,7 hab/km².
A Freguesia de Freixo de Baixo foi extinta em 2013, no âmbito de uma reforma administrativa nacional, tendo sido agregada à freguesia de Freixo de Cima, para formar uma nova freguesia denominada União das Freguesias de Freixo de Cima e de Baixo com sede em Freixo de Cima.

## História
A paróquia de Freixo de Baixo é de fundação muito antiga, tendo pertencido ao Mosteiro dos Cónegos Regrantes de Santo Agostinho, fundado por Gotinha Godins, e seu marido D. Egas Hermigues, "o Bravo". Pensa-se que já existia em 1120.
A Igreja Românica de Freixo de Baixo é uma das mais ricas deste estilo artístico no Concelho de Amarante. É considerada Monumento Nacional desde 1935 e tem data de construção do séc. XII. Devido à sua ampla torre defensiva, inclui-se no grupo das Obras Religiosas Fortificadas. Tanto o interior como o exterior do templo são de uma beleza incontestável.
Merecem ainda destaque as casas da Torre da Faia e de Alvelos, construídas em quintas que no século XV eram propriedade do Abade Comendatário do Freixo, D. Francisco de Queirós.
A casa de Alvelos, grande casa nobre do século XVII, foi solar da família Magalhães e Meneses, mais tarde Condes de Alvelos e Condes de Vilas Boas. Os seus descendentes venderam-na em finais do século XIX à família Costa, mais tarde feitos Viscondes de Alvelos. A casa sofreu amplas obras de beneficiação durante os séculos XIX e XX. 

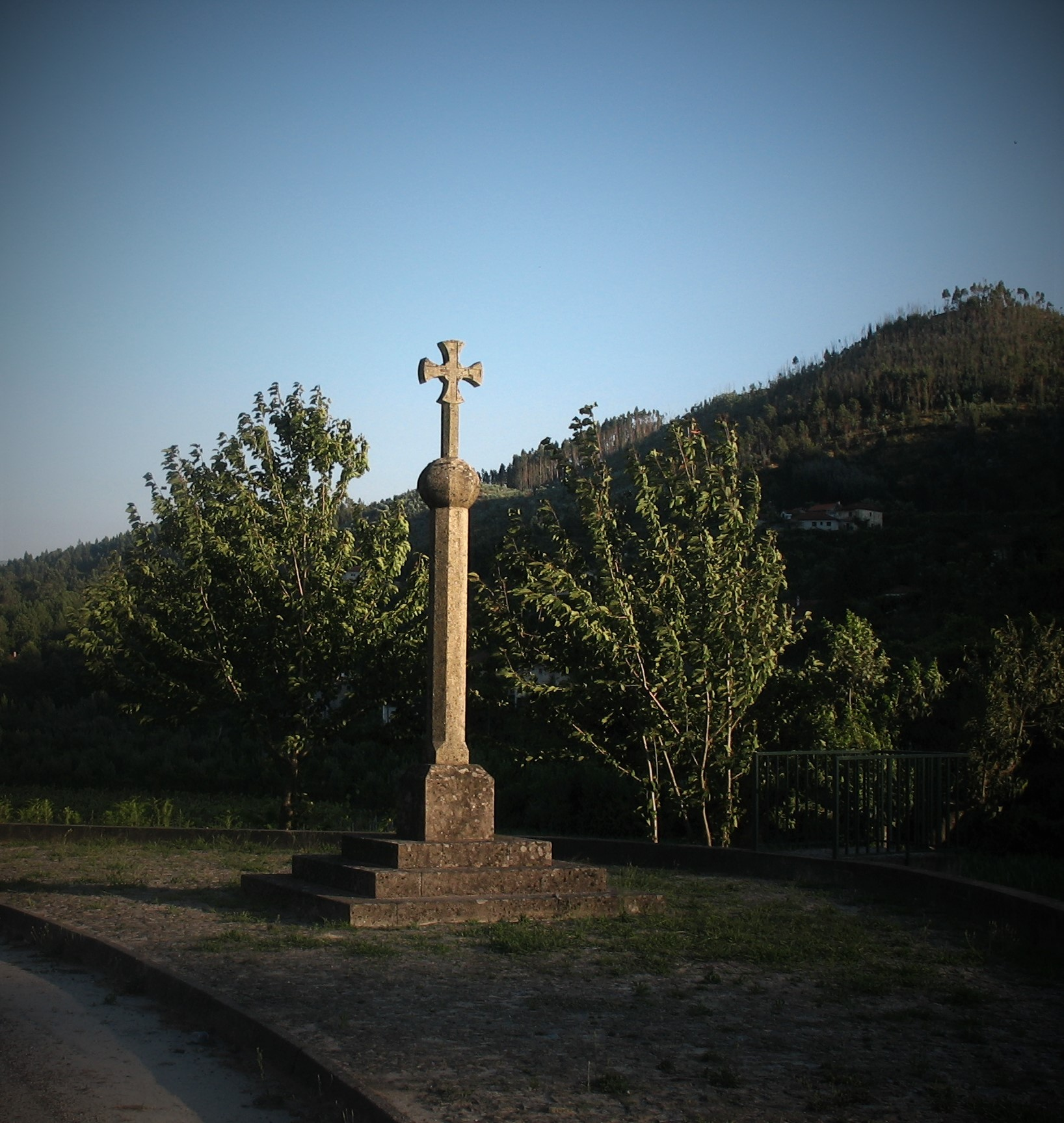
Freixo de Baixo Pelourinho

A Casa da Torre da Faia, é um solar de estilo barroco simples. Distribui-se por três pisos (loja, andar nobre e sobrado), destacando-se a torre de quatro pisos, a escada principal de dois corpos ao centro da fachada, e a capela com altar neoclássico. A capela original foi fundada em 1673 por Jerónimo Ferraz Homem, cujo sobrinho Gaspar Pinto Ferraz era casado com a dona da casa. O neto deste, Gaspar Pinto de Magalhães Ferraz Homem, terá erigido o conjunto actual na primeira metade do século XVIII   .A propriedade manteve-se na família Pinto Ferraz, até princípios do século XIX, tendo sido então deixada em testamento aos proprietários da Casa de Alvelos. Foi herdada pelo filho mais velho do Conde de Alvelos, o General Fernando de Magalhães e Menezes, que a deixou à sua filha Adelaide Vilalava de Magalhães e Menezes de Vilas Boas. Por morte desta passou a casa ao seu sobrinho José de Magalhães e Menezes Forjaz, 3.º Conde de Vilas Boas, com usufruto para um outro sobrinho Rolando van Zeller. Foi adquirida em 1987 por Fernanda Cunha de Magalhães e Menezes -filha do 3.º Conde de Vilas Boas- e Rui Thessen Ortigão de Oliveira, e constituída uma sociedade agrícola.
O conjunto foi recuperado entre 1987 e 1996, sob projecto do Arquitecto Fernando Maia Pinto. Na altura a casa estava parcialmente arruinada, supostamente devido a um incêndio durante a ocupação francesa, mantendo-se apenas a torre e cozinhas em estado habitável. O interior é por isso novo, não se tendo optado por recriar estilística ou arquitectonicamente o interior de um solar setecentista. A capela foi restaurada na mesma altura por Paulo Ludgero de Castro, num trabalho substancialmente mais fidedigno que o realizado na restante casa.

## Património
- Igreja do Salvador (Freixo de Baixo)

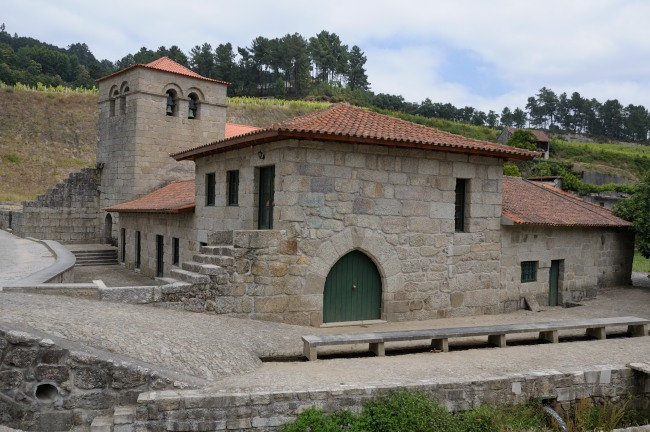
Igreja do Salvador
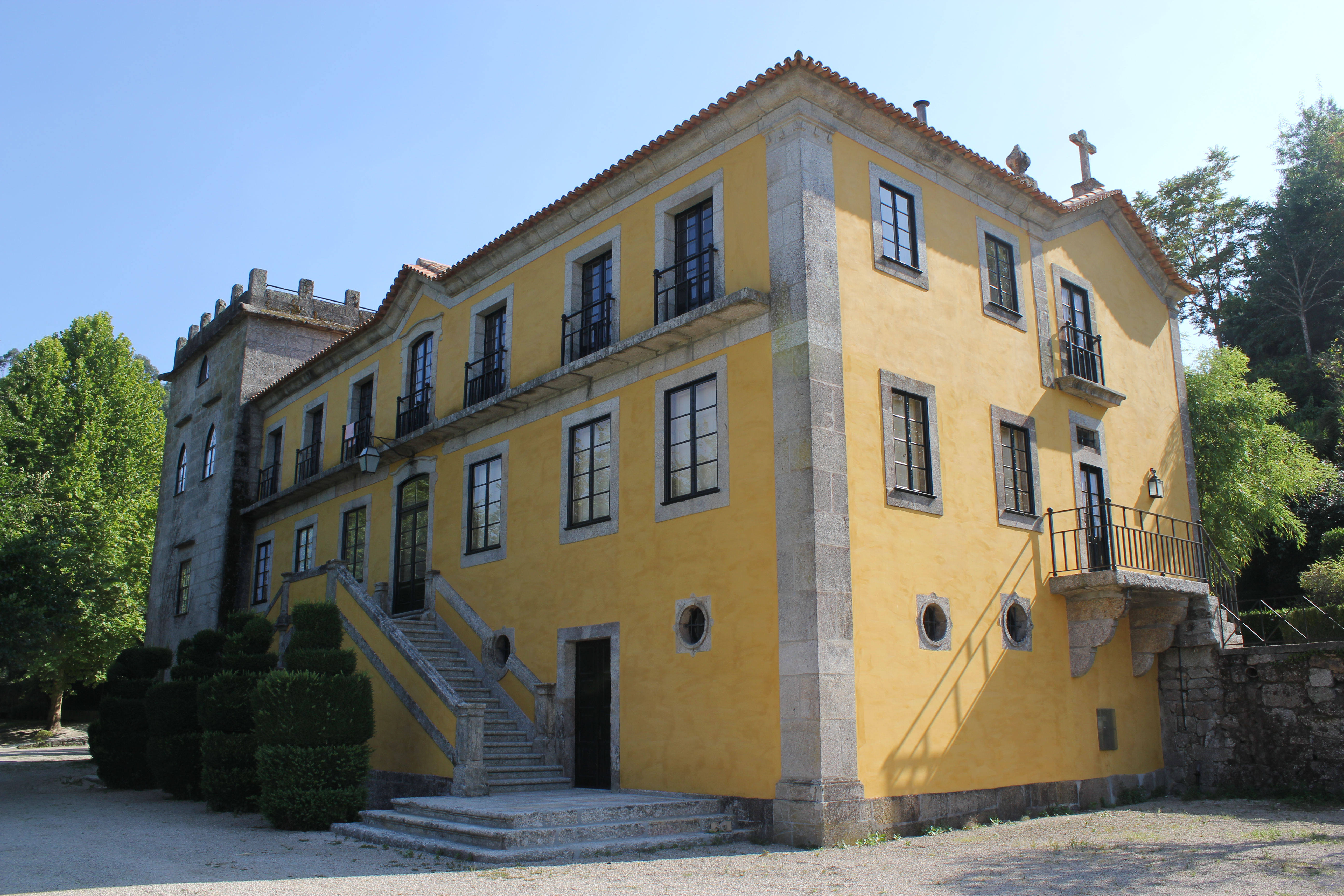
Casa  da Faia

## População
| População da freguesia de Freixo de Baixo | População da freguesia de Freixo de Baixo | População da freguesia de Freixo de Baixo | População da freguesia de Freixo de Baixo | População da freguesia de Freixo de Baixo | População da freguesia de Freixo de Baixo | População da freguesia de Freixo de Baixo | População da freguesia de Freixo de Baixo | População da freguesia de Freixo de Baixo | População da freguesia de Freixo de Baixo | População da freguesia de Freixo de Baixo | População da freguesia de Freixo de Baixo | População da freguesia de Freixo de Baixo | População da freguesia de Freixo de Baixo | População da freguesia de Freixo de Baixo |
| ----------------------------------------- | ----------------------------------------- | ----------------------------------------- | ----------------------------------------- | ----------------------------------------- | ----------------------------------------- | ----------------------------------------- | ----------------------------------------- | ----------------------------------------- | ----------------------------------------- | ----------------------------------------- | ----------------------------------------- | ----------------------------------------- | ----------------------------------------- | ----------------------------------------- |
| 1864                                      | 1878                                      | 1890                                      | 1900                                      | 1911                                      | 1920                                      | 1930                                      | 1940                                      | 1950                                      | 1960                                      | 1970                                      | 1981                                      | 1991                                      | 2001                                      | 2011                                      |
| 469                                       | 593                                       | 577                                       | 611                                       | 675                                       | 675                                       | 696                                       | 789                                       | 816                                       | 991                                       | 1 165                                     | 1 421                                     | 1 603                                     | 1 543                                     | 1 434                                     |

| Distribuição da População por Grupos Etários | Distribuição da População por Grupos Etários | Distribuição da População por Grupos Etários | Distribuição da População por Grupos Etários | Distribuição da População por Grupos Etários | Distribuição da População por Grupos Etários | Distribuição da População por Grupos Etários | Distribuição da População por Grupos Etários | Distribuição da População por Grupos Etários | Distribuição da População por Grupos Etários |
| -------------------------------------------- | -------------------------------------------- | -------------------------------------------- | -------------------------------------------- | -------------------------------------------- | -------------------------------------------- | -------------------------------------------- | -------------------------------------------- | -------------------------------------------- | -------------------------------------------- |
| Ano                                          | 0-14 Anos                                    | 15-24 Anos                                   | 25-64 Anos                                   | > 65 Anos                                    |                                              | 0-14 Anos                                    | 15-24 Anos                                   | 25-64 Anos                                   | > 65 Anos                                    |
| 2001                                         | 320                                          | 239                                          | 822                                          | 162                                          |                                              | 20,7%                                        | 15,5%                                        | 53,3%                                        | 10,5%                                        |
| 2011                                         | 239                                          | 182                                          | 801                                          | 212                                          |                                              | 16,7%                                        | 12,7%                                        | 55,9%                                        | 14,8%                                        |